# Stora Takstens

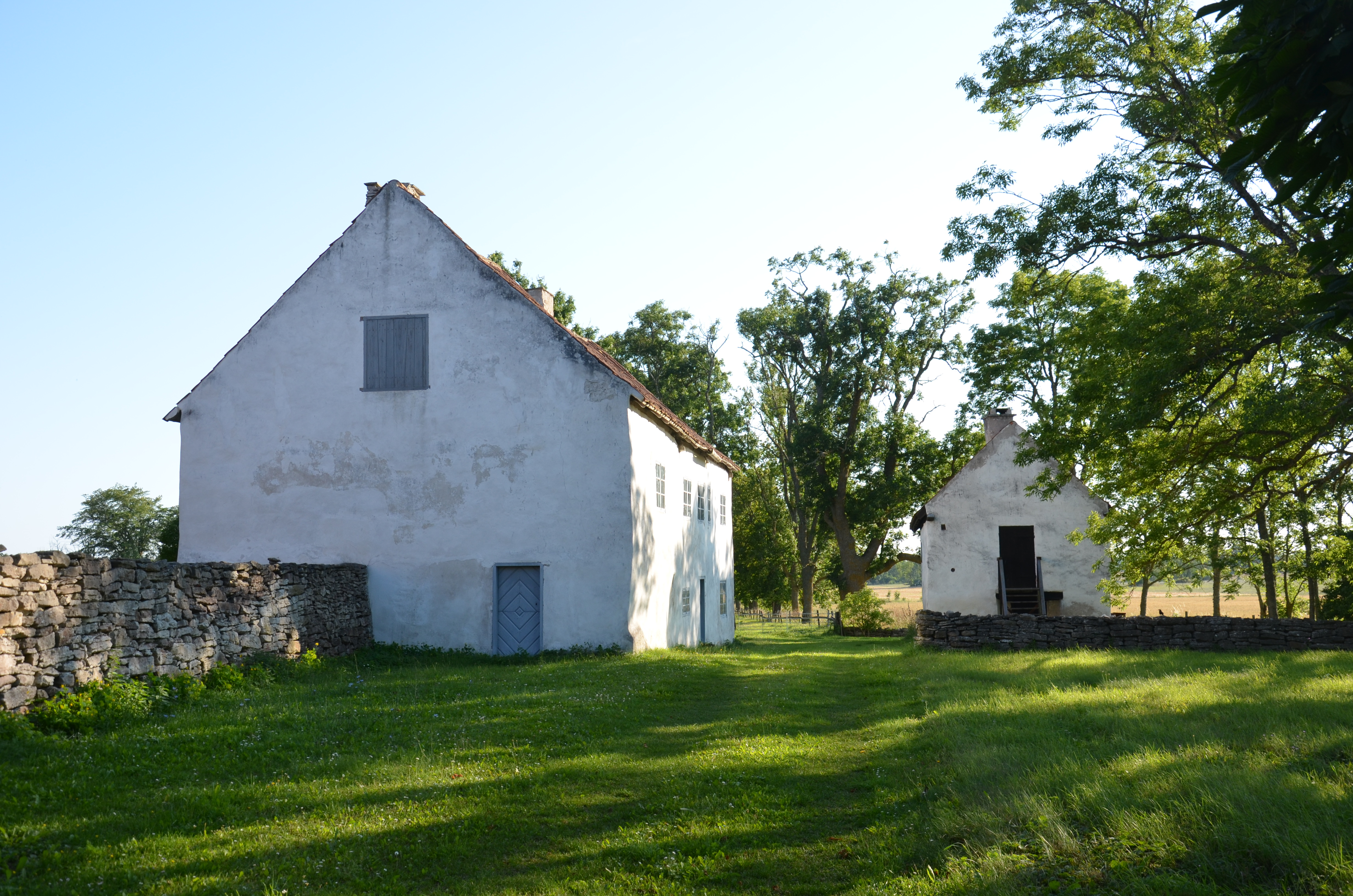
Gamla manbyggnaden på Stora Takstens, med "skolbyggnaden" till höger

Stora Takstens Gård ("Takstains") är en gård i Lärbro socken på Gotland.
Den gamla manbyggnaden är från medeltiden, men byggdes om 1767, då bland annat en andra våning lades på. Byggnaden restaurerades 1989-91. Den bredvidliggande mindre "skolbyggnaden" är från 1700-talets början och den nyare manbyggnaden, "Grubbs hus" efter kalkpatronen Edvard Israel Grubb d.ä. (1782-1853), uppfördes från omkring 1820.
De äldsta kända ägarna är Niklas och Mikael Takstains, och rester från deras stenhus ingår troligen i den gamla manbyggnadens nedervåning. 

## Tidigare ägare
Gården såldes 1874 av bröderna Bolinder. Köparen var konsuln och riddaren J. P. Stare, grosshandlaren C. Procopée och possessionaten K. Björkman. 

## Sägnen om gården
Sägnen säger att hövdingen Nikolaus Taksten, en man med stort inflytande och makt, fortfarande hemsöker gården.   
Nikolaus bodde på gården på 1200-talet och hade ett så starkt inflytande över bygden, att prästen inte fick börja sin predikan i kyrkan innan Nikolaus anlänt.   
Han ska ha varit narcissistisk och otrevlig, dryg och egenkär, en som satte skräck i bygdens invånare.   
Till och med kyrkans män löd under Nikolaus vilja, och den dag då han anlände så pass sent att prästen inledde gudstjänsten utan honom fick tyvärr bli prästens sista.   
När Nikolaus väl kom till kyrkan och upptäckte att han inte hade väntats in, blev han så förargad att han drog sitt svärd och högg ihjäl prästen inför hela församlingen.   
De boende i socknen fick då nog och jagade Nikolaus till präststugan där de slog ihjäl honom. Innan han dog svor han att han skulle återvända innan domedagen.   
De övernaturliga upplevelserna som besökare vittnat om har under åren varierat, men en del besökare har upplevt att en osedd person berör dem när de vistas på gården, andra har sett en skepnad som liknar en regnrock svepa över vägen till gården. Andra har tagit gruppbilder och fångat en person i bild som inte var med vid tillfället. Många upplever kalla kårar och en känsla av kyla när de vistas på ägorna, och det upplevs av besökare som att själva gården är ondskefull.  
Joakim Lundell och Jonna Lundell har i sitt tv-program "Spökjakt" undersökt gården och letat efter övernaturliga fenomen tillsammans med ett medium och duon Laxton.  
Källor
- Om Takstens på www.kringla.nu
- Takstens Gutabygd sid 3 på www.bygdeband.se
- https://www.hembygd.se/larbro/plats/238004/text/42594
- https://www.discoveryplus.com/se/video/spokjakt/takstains-gard